# Welcome to Sudden Death
Welcome to Sudden Death (Mort Subite 2 en francés) es una película de acción, aventura y drama de 2020, dirigida por Dallas Jackson, que a su vez la escribió junto a Gene Quintano y protagonizada por Michael Jai White, Michael Eklund y Sabryn Rock, entre otros. El filme fue realizado por Universal 1440 Entertainment, se estrenó el 29 de septiembre de 2020.

## Sinopsis
Un agente de seguridad (ex fuerzas especiales) transporta a sus dos hijos a trabajar en una cancha de básquetbol, ese día el gobernador, el alcalde, miles de personas en el público y 8 terroristas se encuentran ahí.